# Акс (река)
Акс (англ. Axe) — поверхностная несудоходная река в Юго-Западной Англии. Исток находится близ Биминстера в графстве Дорсет. Также протекает через графства Сомерсет и Девон. Немногим ниже Аксминстера в Акс впадает один из двух притоков — Ярти. Перед тем, как разлиться в эстуарий Акс пополняется водами своего второго притока — Коли. Впадает в залив Ла-Манша, Лайм, между Аксмутом на восточном и Ситоном на западном берегу. Длина — 35 км.
Малая судоходная активность наблюдается только в устье реки.
В реке водится ручьевая форель, елец, плотва и лосось.
Часть реки длиной в 13 км, от слияния с рекой Блэкуотер до Колифордского моста, была выделена как Участок особого научного значения. С точки зрения биологии особую ценность представляют: лосось, подкаменщики, выдры, медицинские пиявки, зимородки, разнообразная водная и краевая растительность. А геоморфология меандров реки к югу от Аксмута является предметом интереса геологии.